# تست تصادف
تست تصادف یکی از اتواع تست‌های مخرب است که معمولاً به منظور اطمینان از دارا بودن استانداردهای طراحی ایمنی برای انواع سیستم‌های حمل و نقل و اجزا آن‌ها انچام می‌گیرد.

## انواع
- تست ضربه به جلو: که رایج‌ترین ذهنیت در بین مردم دربارهٔ تست تصادف است. این تست معمولاً با وارد آمدن ضربه‌هایی توسط یک دیواره بتونی در اثر برخورد خودرو به آن در یک سرعت مشخص صورت می‌گیرد٫اما می‌تواند با برخورد دو خودرو نیز انجام گیرد. خودروهای SUV به خاطر ارتفاع زیادشان مدتی به این منظور در تست‌ها استفاده می‌شدند.
- تست آفست: در این تست فقط بخشی از جلوی خودرو تحت ضربه با یک مانع قرار می‌گیرد. در اینجا مهم این است که نیروهای ضربه‌ای همانطور که در تست ضربه به جلو بودند باقی بمانند٫ولی توسط کسر کوچکتری از خودرو جذب شوند. ای نوع تست‌ها توسط IIHS ایالات متحده، ان‌سی‌آپی اروپا اتحادیه اروپا و ANCAP استرالیا انجام می‌شود.
- تست جانبی: این نمونه تصادفات بیشترین احتمال تلفات سرنشین را در بر می‌گیرند٫و از این لحاظ اهمیت دارند. اگر خودرو دارای ناحیه ضربه گیر برای جذب نیروهای ناشی از ضربه نباشد سرنشین صدمه می‌بیند.
- تست کنترل غلتش:

توانایی خودرو (مخصوصا ستون‌های نگه دارنده سقف) در حفظ حالت خود در ضربه‌های دینامیکی را بررسی می‌کند. تست کنترل غلتش در نقطه مقابل تست تصادف استاتیکی مطرح می‌شود.
- تست حفاظت از عوامل جاده: به منظور اطمینان از اینکه خودرو در برابر برخورد با عوامل جاده نظیر خطرات کنار جاده٬گاردریل٫علامت‌های راهنمایی٫چراغ ها٫استحکام خود را حفظ می‌کند.
- تست پیشرفت: این نمونه تست‌ها معمولاً توسط خودروسازان بین محصولات جدید و قدیم یا ۲ نسل مختلف برای نشان دادن پیشرفت تولیداتشان انجام می‌شود.
- تست کامپیوتری:به خاطر هزینه بالای تست‌ها و مخرب بودنشان٫اغلب مهندسان پیش از تست واقعی توسط نرم‌افزارهای مدل سازی و شبیه سازی تست‌های تصادف را بازسازی می‌کنند.

## نگارخانه
</gallery>

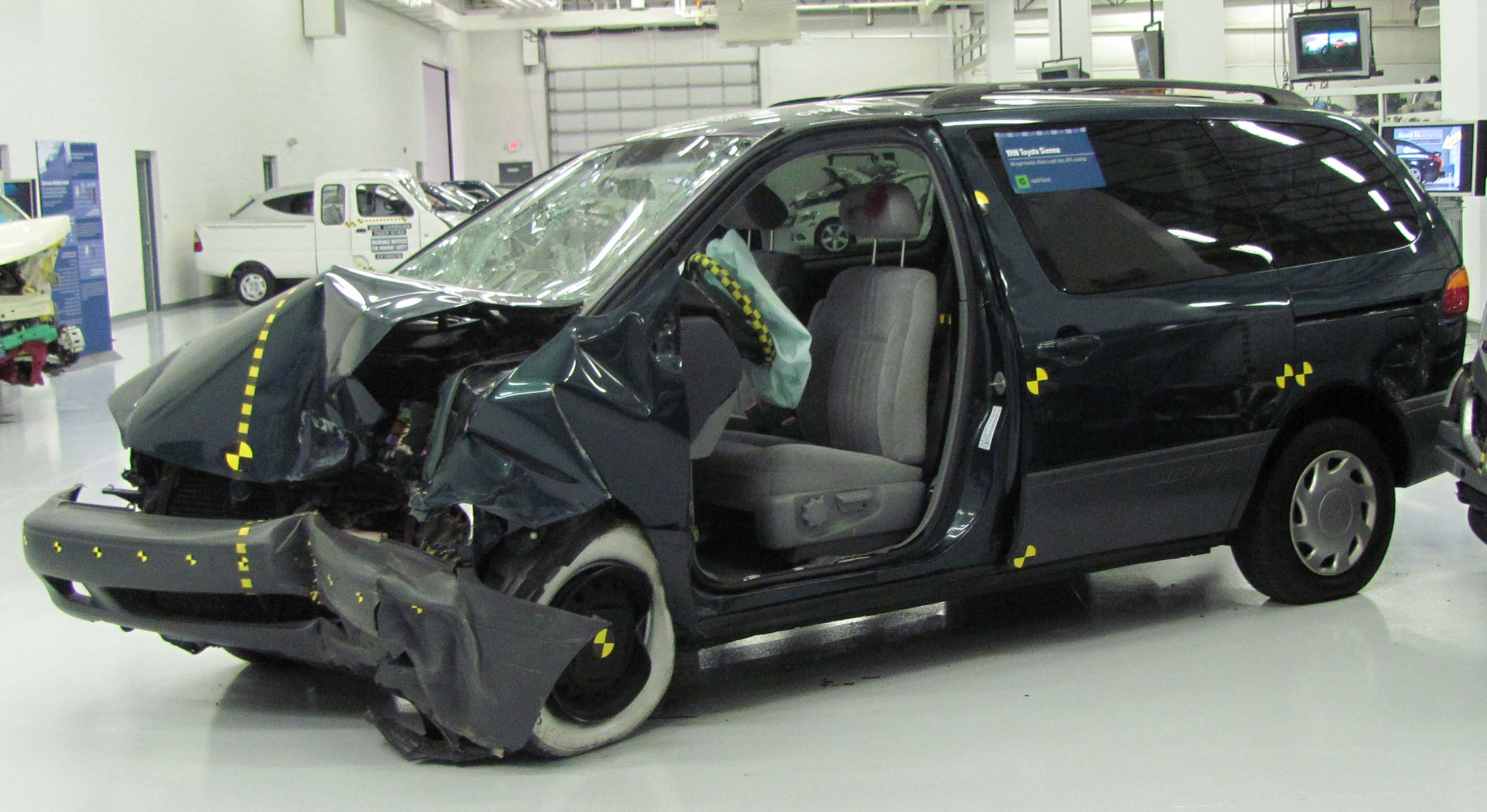
1998 Toyota Sienna LE IIHS
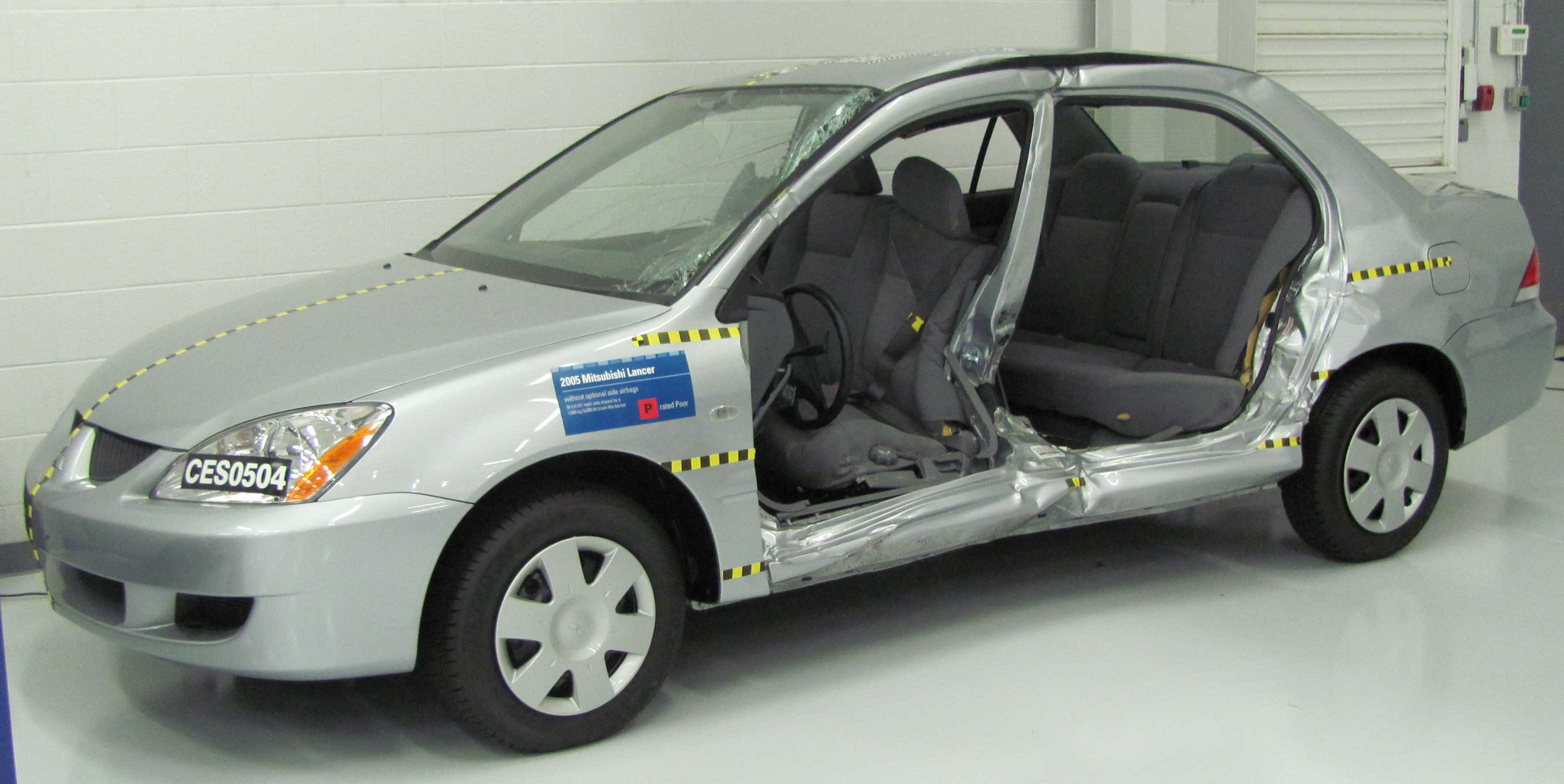
تست جانبی2005 Mitsubishi Lancer
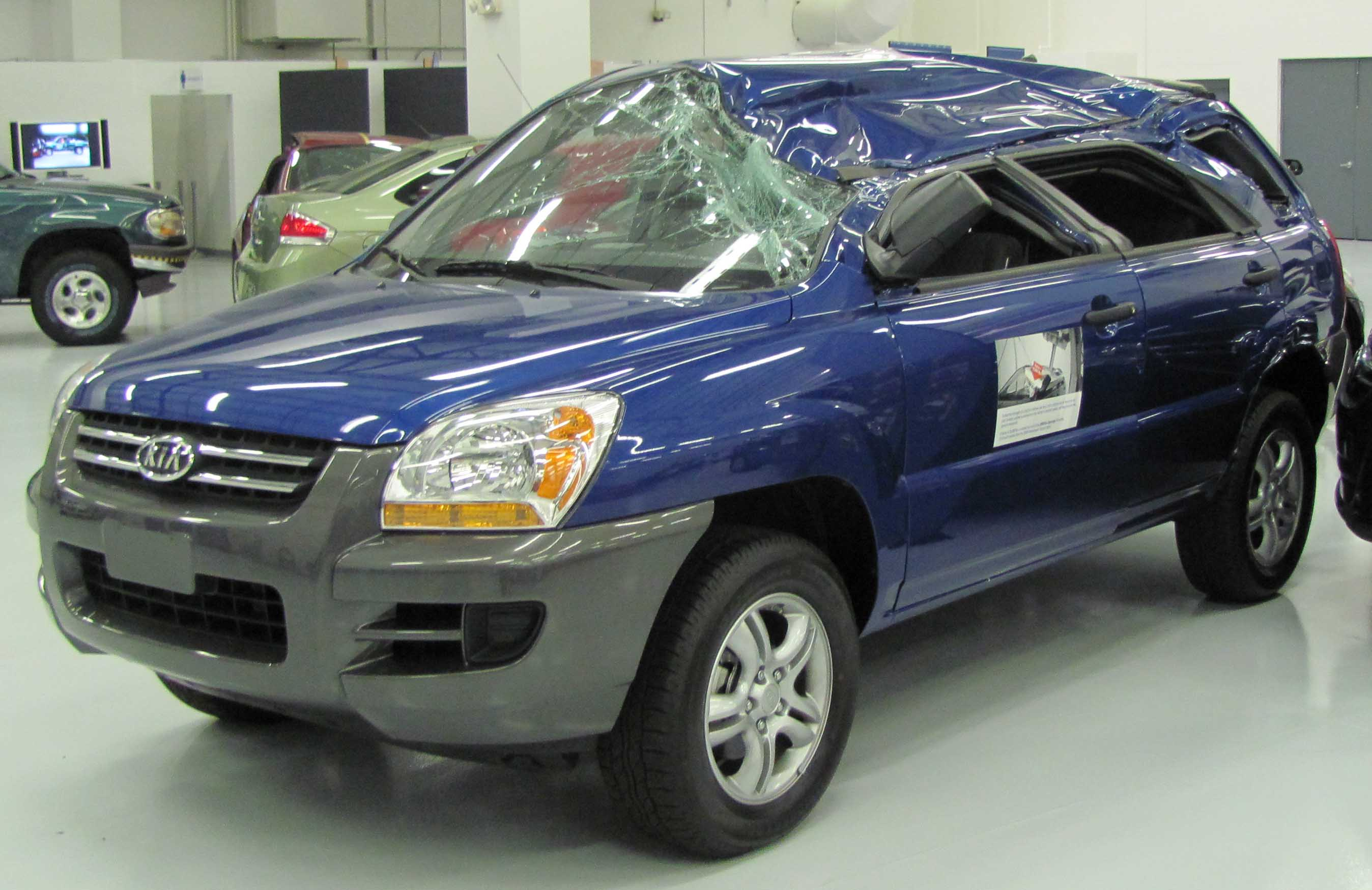
تست کنترل غلتش2008 Kia Sportage IIHS

## تست کنندگان بزرگ دنیا
- (Australasian New Car Assessment Program (ANCAP
- (Auto Review Car Assessment Program (ARCAP
- (China New Car Assessment Program (C-NCAP
- (European New Car Assessment Programme (Euro NCAP
- (Allgemeiner Deutscher Automobil-Club (ADAC) in Germany
- (Japan New Car Assessment Program (JNCAP
- Insurance Institute for Highway Safety (IIHS) in the United States

## جمع آوری اطلاعات
تست‌های تصادف تحت دانش بسیار دقیق و استانداردهای ایمنی انجام می‌شوند. تست تصادف بسیار پر هزینه است ٫پس باید در هر تست بیشترین حجم اطلاعات را استخراج کرد تا نیاز به تکرار تست نباشد. این عمل نیازمند پردازشگرهای فوق سریع می‌باشد. چون عمل تصادف در کسری از ثانیه صورت می‌گیرد.